# Центр Громадянської Згоди

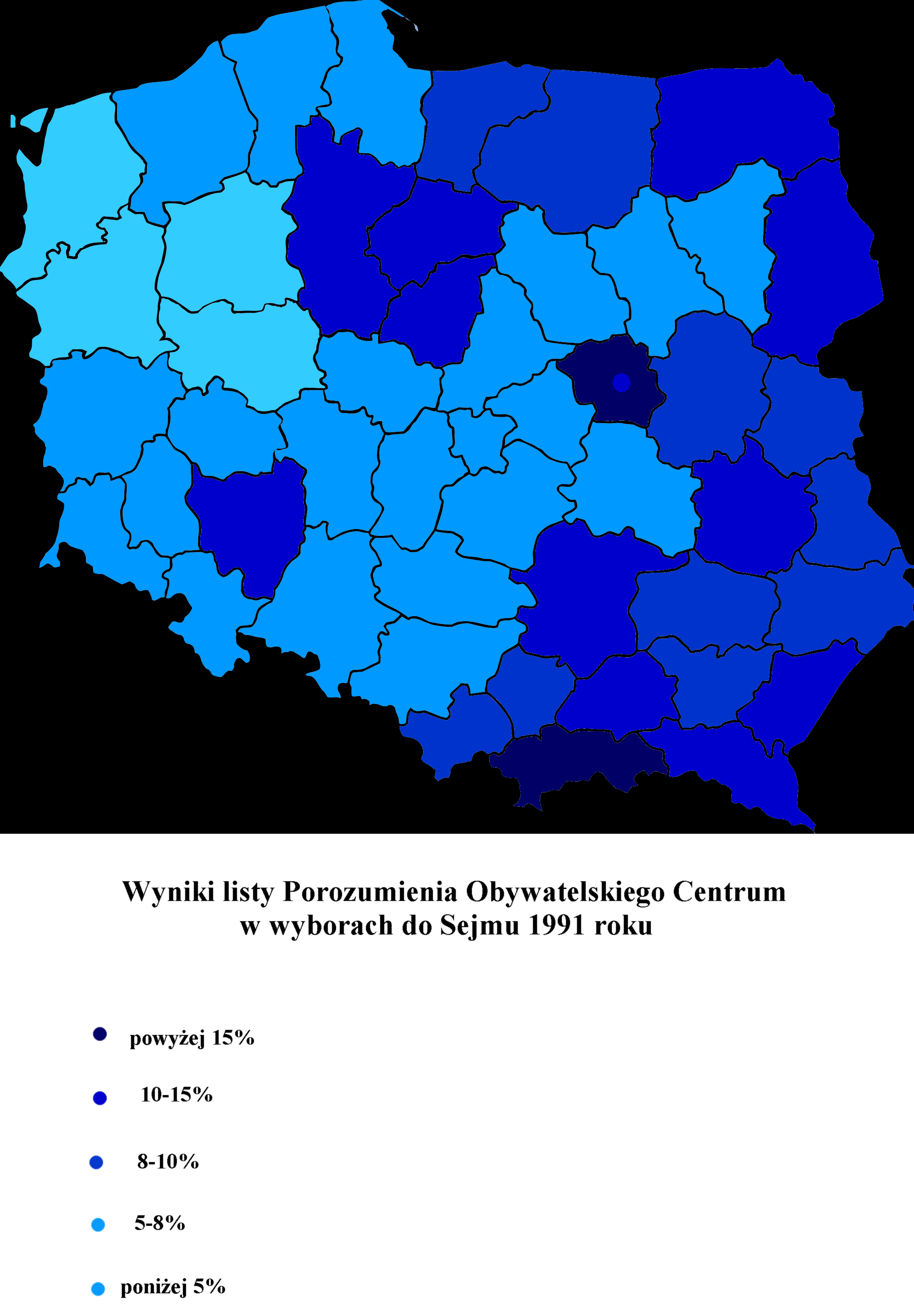
Результати списку Центру Громадянської Згоди на виборах до Сейму 1991 року

Центр Громадянської Згоди — виборча коаліція на парламентських виборах в Польщі 1991 року (список № 12).
Угода Громадянського Центру була виборчою коаліцією, яка включала: Угоду Центру, Громадські комітети та Польський народний християнський форум «Ojcowizna». У 8 округах списки Угоди були заблоковані списками НСЗЗ «Солідарність» (виборче законодавство передбачало таку можливість), а в одному з них — списки НСЗЗ «Солідарність» та Виборча Католицька Акція.
Лідери загальнонаціонального списку:
- Ярослав Качинський, Варшава, (Центральна угода),
- Ян Ольшевський, Варшава, (Центральна угода),
- Roman Bartoszcze, Зелена Гура – Leszno, (Польський народний християнський форум «Ojcowizna»),
- Адам Глапінський, Варшава, (Центральна угода),
- Марцін Пшибилович, Варшава, (Центральна угода),
- Stanisław Hniedziewicz, Плоцьк – Скерневіце, (Центральна угода),
- Lech Kaczyński, Новий Сонч, позаф.
- Яцек Мазірскі, Варшава II, (Центральна угода),
- Анджей Урбанський, Варшава, (Центральна угода),
- Марек Дзюбек, Ченстохова, (Центральна угода),
- Sławomir Siwek, Zamość – Chełm, (Центральна угода),
- Антоні Токарчук, Бидгощ, (Центральна угода).

Комісія, яка складала №12, зареєструвала виборчі списки в усіх 37 округах і отримала мандати в 44. Він набрав 8,71% голосів.
За списками Громадянського Альянсу Центр обрав 44 депутати до Сейму першого терміну, з них 37 по округах і 7 за загальнонаціональним списком. Серед них був:
- 40 членів Угоди Центру,
- 1 член Польського народно-християнського форуму «Ojcowizna» (Роман Бартоще),
- 1 представник Громадянських комітетів (Войцех Влодарчик),
- 2 неасоційованих (Лех Качинський та Едвард Ржепка).

Члени Угоди Центру сформували Парламентський клуб Угоди Центру (голова Марек Дзюбек), до якого приєдналися безпартійний Лех Качиньський та Войцех Влодарчик, секретар Національного громадянського комітету . На початок каденції клуб налічував 42 депутати.
Позапартійними залишилися Роман Бартоще з «Ойковізни» та безпартійний Едвард Ржепка.
До Сенату було обрано дев'ять сенаторів, яких підтримує Угода про громадський центр.